# Bandera del Perú

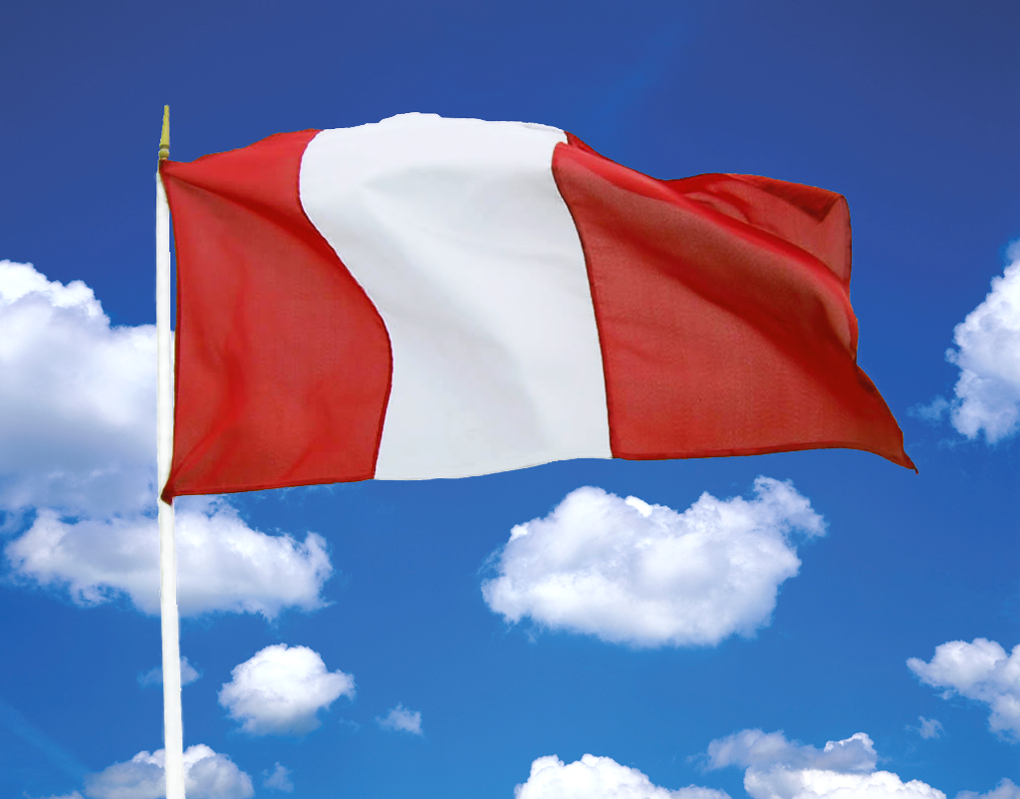
Bandera Nacional del Perú flameando.

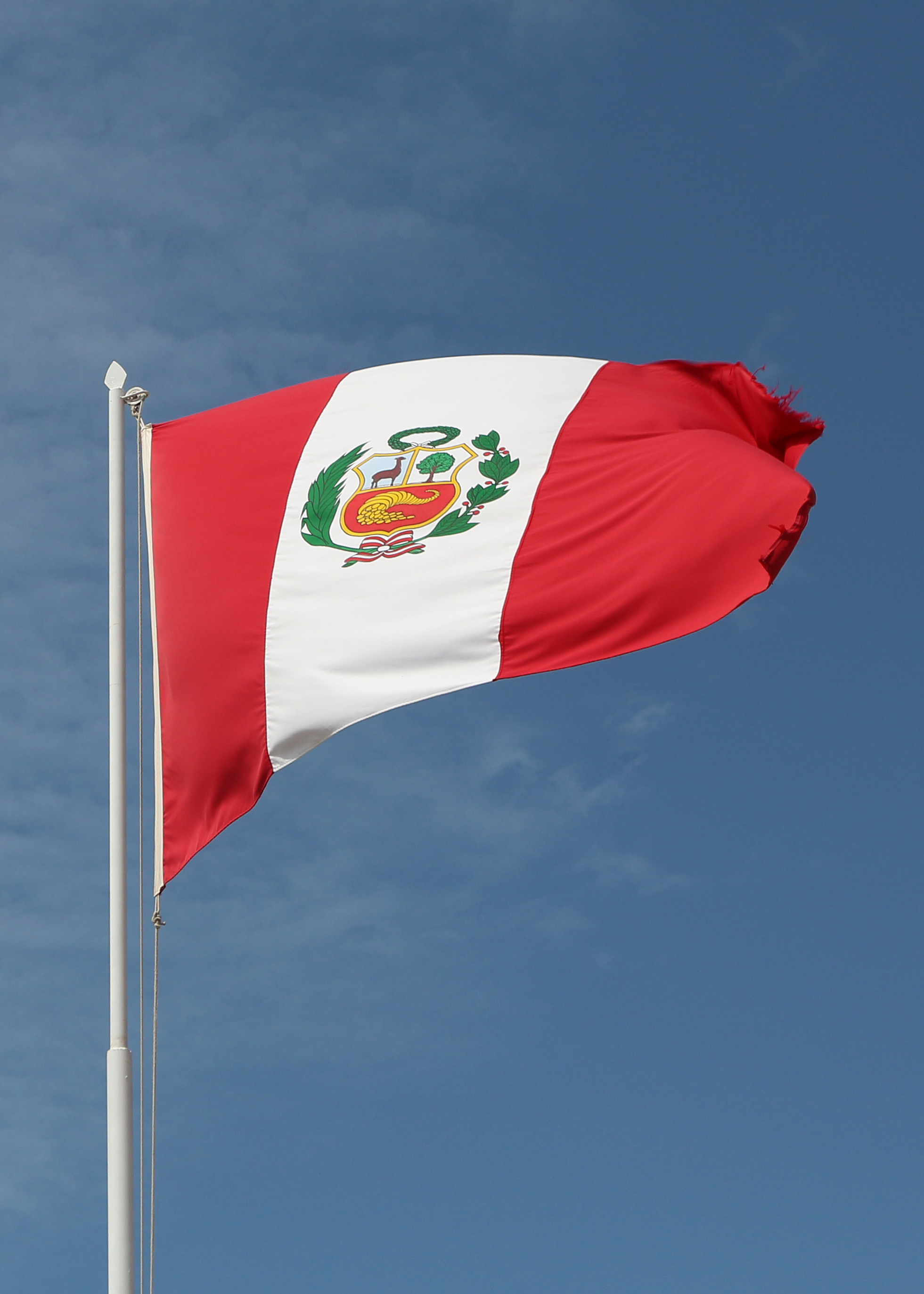
Pabellón peruano o bandera del Estado peruano de uso exclusivo de las entidades públicas.

La bandera de Perú es una bandera rectangular formada por tres bandas verticales de igual ancho, de color rojo las laterales y de blanco la central. Es un símbolo patrio del Perú. Cuenta con variantes para usos distintos: el Estado peruano usa el pabellón nacional y la bandera de guerra, que incluyen el escudo nacional al centro con distintos adherentes; mientras que los civiles usan la bandera nacional, de forma simple, sin el escudo nacional.
La primigenia bandera nacional del Perú fue desplegada por primera vez en la Plaza Mayor de Lima, el 28 de julio de 1821, en el momento de la proclamación de la independencia por el general José de San Martín. El diseño de esta primera bandera era distinto al actual, y solo se ha mantenido sus colores. El ejército del Perú desde el año 1821 emplea la bandera nacional para diferenciarse de otras fuerzas militares. La actual bandera fue constituida por el congreso peruano el 25 de febrero de 1825, durante el gobierno de Simón Bolívar.
El 7 de junio se celebra el Día de la Bandera, en conmemoración del aniversario de la batalla de Arica; y el 28 de agosto la Procesión de la Bandera, en la ciudad de Tacna.

## Descripción
Es de forma rectangular. Está compuesta de tres franjas de igual ancho dispuestas verticalmente: una blanca al centro y dos rojas a los extremos. Tiene una proporción de dos para el ancho y tres para el largo (2:3).
Las instituciones oficiales usan una versión con el escudo nacional al centro de la franja blanca con su timbre abrazado por dos ramas, una de palma a la derecha y otra de laurel frutada de gules a la izquierda, entrelazadas por su parte inferior.

Construcción oficial de la bandera.

### Diseño
Durante el gobierno de Manuel A. Odría se estableció el actual diseño oficial de la bandera del Perú, por medio del Decreto N.º 11323 del 31 de marzo de 1950, que dicta sus proporciones y medidas. 

El tamaño de las banderas y pabellones será proporcional al que corresponde al local, campamento o barco donde deba ser izado. La longitud del asta, será por lo menos, tres veces mayor que el largo de la bandera o pabellón correspondiente, para facilitar el ondeamiento.
Artículo 6º de la Ley sobre los símbolos patrios de 1950.

Hasta entonces, la Bandera Nacional lucía en el centro el Escudo Nacional; con la mencionada ley, este fue removido.

Bandera Nacional para izar. - De forma rectangular, con los colores nacionales, sin escudo de armas, de uso obligatorio en los edificios, casas, fábricas, campamentos barcos, etc., de propiedad particular, en Los días de fiestas patrias, o cuando se ordene por Ley o Decreto especial.
Artículo 8º de la Ley sobre los símbolos patrios de 1950

### Colores y su significado
Los colores actuales de la bandera peruana fueron tomados del diseño de San Martín y Torre Tagle. No se conocen las razones por las que se escogió el rojo y el blanco (véase la sección sobre la bandera provisional de 1820 para ver las teorías de los historiadores).
No existen tonalidades oficiales determinadas por las leyes peruanas. No obstante, hay algunas iniciativas particulares en equivalencias aproximadas en múltiples modelos de color, algunas en tonos cercanos al carmesí.
A nivel oficial, las comunicaciones gubernamentales han usado diversos tonos de rojo.
| Modelo de color                                | Rojo            | Blanco          |
| ---------------------------------------------- | --------------- | --------------- |
| Pantone                                        | 485 C           | White           |
| RGB                                            | (217, 16, 35)   | (255, 255, 255) |
| CMYK                                           | (0, 93, 84, 15) | (0, 0, 0, 0)    |
| HTML *(No es un modelo de color. HTML usa RGB) | #D91023         | #FFFFFF         |

## Historia

### Virreinato

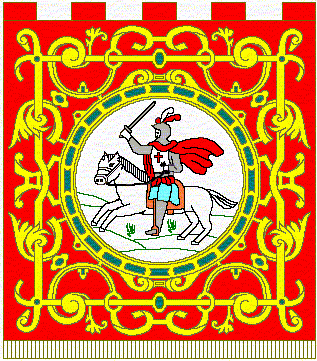
Estandarte de la Conquista del Perú, Apóstol Santiago.

Estandarte imperial incaico.

El virreinato del Perú fue creado por el rey Carlos I el 20 de noviembre de 1542, a partir de las gobernaciones de España formadas tras la Conquista y Emancipación del Perú en el siglo XVI. El virreinato formó parte de las posesiones de la monarquía española, cuyo "estandarte real" era un "emblema común en los territorios de España, que se paseaba y levantaba en diversas circunstancias. Representaba el poder Real y servía de insignia para que los pueblos manifestasen su lealtad a la Corona". El estandarte real llevaba por un lado una estrella y tres coronas, símbolo de la epifanía, y por otro el escudo real de Castilla y León, y fue el que se adjudicó a José de San Martín en Lima. El estandarte de la conquista, o de Pizarro, llevaba por una cara la imagen del apóstol Santiago y por la otra cara el escudo real de Castilla y León, y fue el que se entregó a Simón Bolívar en Cuzco. Los estandartes militares españoles eran una bandera con la cruz de Borgoña en un paño blanco, amarillo o azul, durante la vigencia de la casa real de Austria; aunque no era exactamente una bandera nacional española, se le considera como un antecedente de esta. Con el advenimiento de la casa real de Borbón se sustituyó el anterior diseño por otro: las armas reales sobre el paño blanco. En 1785 surgió el actual diseño de bandera de España, para diferenciarse de otros reinos borbones: tres franjas horizontales, la central más ancha de color amarillo gualda, y rojas las otras dos, con el escudo de armas reales al centro. Las fortalezas navales, las flotas y ejércitos del Imperio español emplearon en América durante el Virreinato sus banderas particulares respectivas. La batalla de Ayacucho señaló el final del virreinato peruano en 1824. La llamada "Bandera Real" es una reconstrucción contemporánea a la batalla de Ayacucho con los símbolos de un regimiento español, erróneamente superpone la cruz de Borgoña sobre los colores de la bandera roja y gualda al uso en 1843, durante el reinado de Isabel II, por otro lado fue también símbolo de la milicia nacional del español de Diego Muñoz Torrero durante las Cortes de Cádiz (1812).

Estandarte de la Conquista del Perú. escudo real.
Cruz de Borgoña, emblema de los ejércitos españoles
Bandera española de la armada de 1785 empleada por la Constitución de Cádiz (1812).

#### Bandera de Túpac Amaru

Bandera carmesí, con la heráldica de los incas.

El 26 de noviembre de 1780, en Tungasuca, José Gabriel Túpac Amaru, fue proclamado y coronado como Inca-Rey del Perú, iniciando una revolución emancipadora, enarbolando una bandera de color carmesí con la heráldica de los incas, basándose en la bandera utilizada por el Inca Tupac Amaru. Dicha bandera representaba un nuevo gobierno que debía instaurarse el territorio del Virreinato del Perú bajo el reinado de José I Túpac Amaru.

Túpac Amaru tenía puestas dos
banderas de tafetan carmesí en la puerta de la vivienda que ocupaba [..]
Huerto Vizcarra Héctor

### Emancipación

#### Bandera de la revolución de La Paz

Bandera roja y verde, empleada por la Junta Tuitiva.

El 16 de julio de 1809, se conformo una junta de gobierno en La Paz, encabeza por Pedro Domingo Murillo, en la que se diseño una bandera de color rojo y verde, con la cual se convocó a todos los "habitantes de La Paz y de todo el Imperio del Perú" a unirse a la causa revolucionaria.

Valerosos habitantes de La Paz y de todo el Imperio del Perú, revelad vuestros proyectos para la ejecución; aprovechaos de las circunstancias en que estamos; no miréis con desdén la felicidad de nuestro suelo, ni perdáis jamás de vista la unión que debe reinar en todos, para ser en adelante tan felices como desgraciados hasta el presente.
Proclama de la Junta Tuitiva

#### Bandera de las revoluciones de  Tacna y Cuzco

Bandera celeste y blanca, colores de la bandera de Belgrano de 1812, que emplearon en la rebelión de Tacna 1813 y del Cuzco 1814

El 20 de junio de 1811 se produjo el movimiento de Francisco Antonio de Zela en Tacna contra las autoridades virreinales, pero no se conoce ninguna bandera de la Insurrección de Tacna de Zela. En el mismo periodo de levantamientos autónomos del Perú la de Tacna de 1813 empleó una bandera con los colores celeste y blanco. Este movimiento coordinó su acción con la Junta de Gobierno del Río de la Plata. Se trata de una bandera usada por Manuel Belgrano. Los colores borbónicos —celeste y blanco— fueron empleados en las rebeliones de Tacna 1813 y la rebelión del Cuzco 1814.
Durante la acción de las corrientes libertadoras de América, el oficial británico del Ejército Libertador del Perú Guillermo Miller enarboló en la ciudad de Tacna una bandera que buscó reunir a los peruanos independientes en un regimiento. Era una bandera azul marino con un sol dorado (tal vez el Inti) en su interior. Esta bandera se perdió, pero quedó su descripción.

... Sin menor dificultad se incorporaron al teniente coronel Miller...lo que dio ocasión a Cochrane a concebir el pensamiento de formar un regimiento con el título de "Independientes de Tacna" y que tuvo por tan sencilla su realización, que llegó a entregar una bandera azul con un sol en el centro.

#### Bandera de Miller

Bandera del regimiento de Tacna de William Miller.

En sus memorias William Bennet Stevenson indica que cuando Miller se encontraba en Tacna, no se conocía una bandera que representará a las tropas independientes del Perú, por lo que para el regimiento independiente de Tacna usaron esta bandera azul con un sol en el centro.

... bajo el mando del teniente coronel Miller salieron de Arica y marcharon a Tacna... lord Cochrane ordenó que formasen la base de un nuevo regimiento que se llamaría el primero independiente de Tacna, y como aún no se había designado en el cuartel general la bandera particular de las tropas del Perú, SS les presentó una con un sol en el centro sobre campo azul.

Esta bandera se encuentra erróneamente en algunos listados como primera bandera nacional del Perú. Además hay una controversia sobre si la bandera de Miller fue enarbolada en Tacna en 1820 o en 1821 ya que no se conoce ninguna expedición anterior a la de Pisco de José de San Martín, y Miller recién habría llegado a Tacna el 17 de mayo de 1821. La de Miller podría ser una versión libre de la bandera argentina creada por Belgrano en 1811.

### Bandera del protectorado de San Martín (1821)

Primera bandera nacional, creada por el general José de San Martín

Fue creada por el general José de San Martín con la siguiente descripción dada en el primer artículo del decreto del 21 de octubre de 1820:

Se adoptará por bandera nacional del país una de seda, o lienzo, de ocho pies de largo, y seis de ancho, dividida por líneas diagonales en cuatro campos, blancos los dos de los extremos superior e inferior, y encarnados los laterales; con una corona de laurel ovalada, y dentro de ella un Sol, saliendo por detrás de sierras escarpadas que se elevan sobre un mar tranquilo. El escudo puede ser pintado, o bordado, pero conservando cada objeto su color: a saber, la corona de laurel ha de ser verde, y atada en la parte inferior con una cinta de color de oro; azul la parte superior que representa el firmamento; amarillo el Sol con sus rayos; las montañas de un color pardo oscuro, y el mar entre azul y verde.

 En el mismo decreto se determina que la fuerza y vigor de su mandato será hasta que en el Perú se establezca un gobierno general por voluntad libre de sus habitantes.
En el Museo Nacional de Arqueología, Antropología e Historia del Perú de Pueblo Libre se guarda la que se considera la más antigua bandera del Perú como protectorado de San Martín. Se trata de un estandarte vertical con el diseño sanmartiniano catalogado en 1916 y datado en 1920; según el catálogo ésta se utilizó el 4 de junio de 1821 cuando se declaró la independencia en Piura.
No se sabe a ciencia cierta el origen de la bandera. En 1917 Abraham Valdelomar publicó el cuento El sueño de San Martín donde narra que el general José de San Martín, habiendo desembarcado en las costas del sur de Pisco (bahía de la Independencia en la actual Reserva Nacional de Paracas), se inspiró en los colores de las parihuanas, unos flamencos de alas rojas y pecho blanco.

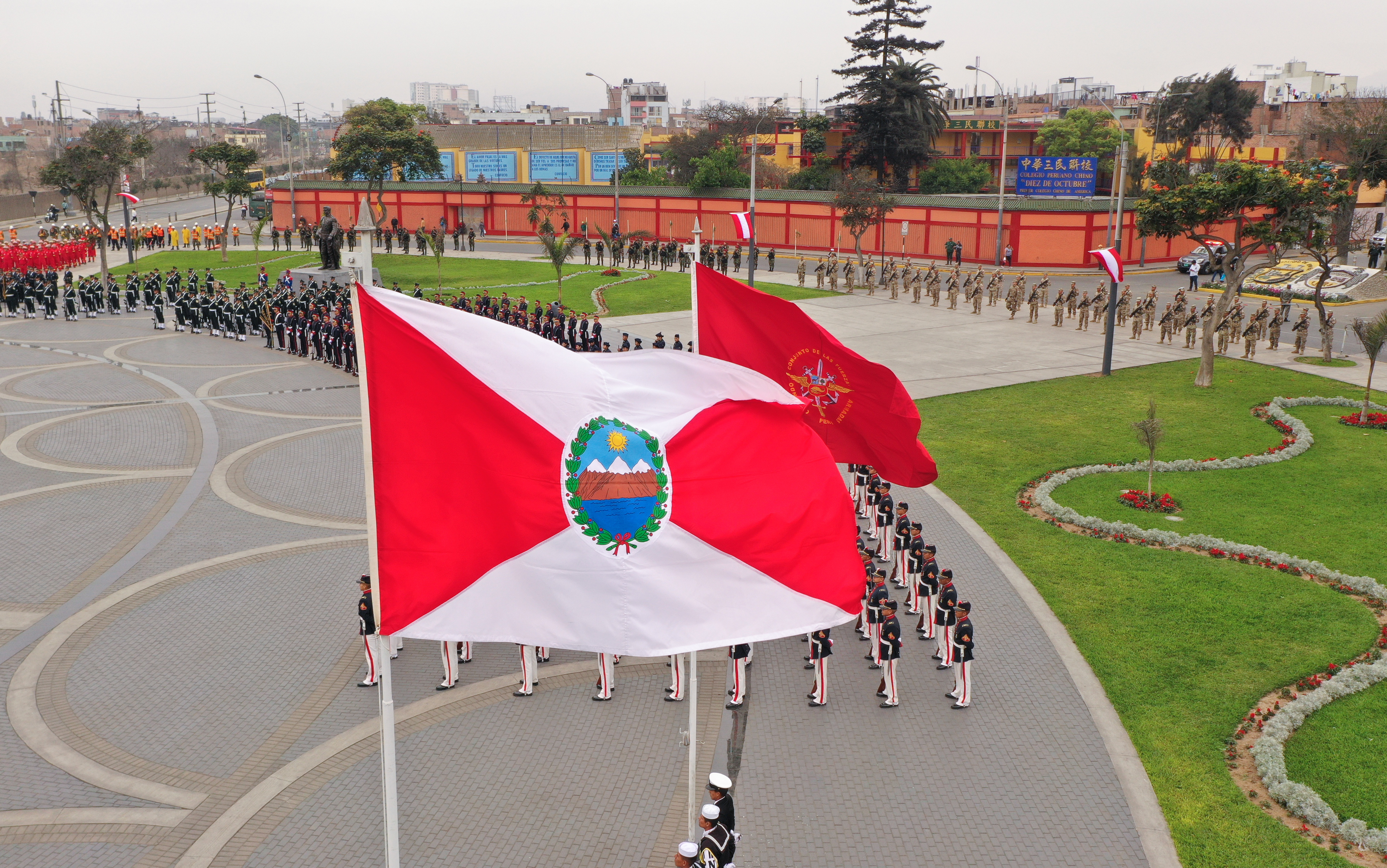
Bandera del Protectorado, primera bandera nacional. La imagen corresponde a su izamiento en la Plaza de la Bandera de Pueblo Libre durante la ceremonia por el 199 aniversario de su creación.

El historiador Mariano Felipe Paz Soldán explica que la bandera peruana tiene los colores rojo y blanco porque José de San Martín tomó el rojo de la chilena y el blanco, de la argentina que eran países que había libertado y que parte del Ejército Libertador en el Perú estaba formado por hombres de estas naciones, en su mayoría negros libertos.
La propuesta de Paz Soldán sobre los colores fue rebatida por Jorge Fernández Stoll, quien argumenta que José de San Martín no se basó en las banderas de Argentina y Chile, ya que lo preponderante en la bandera de Argentina es el color celeste, no el blanco; y en la bandera de Chile lo esencial no es el color rojo sino la forma y disposición de la bandera.
Fernández Stoll explica que en septiembre de 1820 San Martín estaba a favor de una Monarquía Constitucional, por lo que utilizó símbolos monárquicos para definir la bandera. Durante varios siglos la bandera de la Corona de Castilla fue roja y blanca. Además, las líneas diagonales buscaban representar la Cruz de Borgoña, de color rojo y blanco, que era la bandera del Virreinato del Perú. También agrega que el color rojo de la bandera peruana se debe al rojo de la mascaipacha que los Sapa incas usaban como corona y al rojo del emblema del rey de España.

### Bandera del gobierno de Torre Tagle (1822)

Segundo diseño oficial, establecido por Torre Tagle.

En marzo de 1822, José Bernardo de Tagle, marqués de Torre Tagle y Supremo Delegado de la República (quien reemplazaba interinamente a San Martín, cuando este viajó a Guayaquil), decretó un nuevo diseño. La composición establecía una franja blanca transversal encamada entre dos de color rojo de la misma anchura, con un sol rojo en el centro, similar al sol de la bandera patriota utilizada por Guillermo Miller. La modificación efectuada, respondía, según Torre Tagle, entre otras cosas, a los inconvenientes que demandaba "la construcción" de la anterior bandera.

"La Bandera Nacional del Perú se compondrá de una franja blanca transversal entre dos encarnadas de la misma anchura, con un sol también encarnado sobre la franja blanca".
Gaceta del Gobierno, No.22, Tomo segundo del sábado 16 de marzo de 1822

En los campos de batalla surgió un inconveniente: el parecido con el pabellón español dificultaba la diferenciación de los ejércitos, lo que provocó un nuevo cambio de la bandera oficializado por el decreto del 31 de mayo de 1822. La nueva orden del marqués de Torre Tagle estableció una versión formada de tres bandas verticales, de color rojo los extremos y blanco la central, con el sol rojo en el centro de la banda blanca.

Tercer diseño oficial, establecido por Torre Tagle.

La Bandera Nacional del Perú, será de tres listas verticales o perpendiculares, la del centro blanca, y la de los extremos encarnadas con un sol también encarnado sobre la lista blanca. El estandarte será igual en todo a la bandera con la diferencia que en lugar del sol, llevará las armas provisionales del Estado, bordadas sobre el centro de la lista blanca".
Gaceta del Gobierno, No.47, Tomo segundo del miércoles 12 de junio de 1822.

### Bandera de la dictatura de Bolívar (1825)

Cuarta bandera del Perú, creada en 1825, vigente hasta 1884 y usada por el Estado Nor-Peruano

El 25 de febrero de 1825, durante el gobierno de Simón Bolívar, el Congreso Constituyente cambió el diseño de la bandera mediante la promulgación de la ley de símbolos patrios. El cambio fundamental fue el de la imagen del sol por la del flamante escudo de armas, diseñado por José Gregorio Paredes y Francisco Javier Cortés.

3.º	El pabellón y bandera nacional se compondrán de tres franjas verticales, las dos extremas encarnadas, y la intermedia blanca, en cuyo centro se colocará el escudo nacional con su timbre, abrazado aquel por la parte interior de una palma a la derecha y una rama de laurel a la izquierda entrelazadas. El pabellón de los buques mercantes, será sencillo, sin escudo ni otra insignia.
Ley del 25 de febrero de 1825 estableciendo el escudo de armas, gran sello del Estado,...

De esta manera, la bandera quedó constituida definitivamente por tres bandas verticales de color rojo los extremos y blanco la central, con el escudo nacional al centro de la banda media. El escudo se compone de tres campos que representan los tres reinos de la naturaleza, presentes en el territorio peruano. El reino animal es representado al lado izquierdo del escudo por la vicuña sobre fondo celeste; el reino vegetal es representado al lado derecho por el árbol de la quina, sobre fondo blanco; y debajo de los campos anteriores, sobre fondo rojo, el reino mineral es representado por la cornucopia de la abundancia. Además, tenía por timbre una corona y estaba abrazado desde su parte inferior por una palma a la derecha y una rama de laurel a la izquierda.

### Confederación Perú-Boliviana (1836-1839)

Bandera de la Confederación Perú-Boliviana usada entre 1836 y 1839.

Durante la Confederación Perú-Boliviana, el Perú, fue dividido en dos estados, el Estado Nor-Peruano, el Estado Sud-Peruano, ambos de efímera existencia, los cuales constituyeron una Confederación igualitaria de tres estados con el Estado Boliviano. Tras su disolución, la República Peruana unificó a ambos Estados y continuo el uso de la bandera de 1825.
La bandera de la Confederación Perú-Boliviana se conformaba de un fondo rojo o punzó encarnado sobre el cual se mostraban los escudos de las Repúblicas conformantes rodeados de una corona cívica. De izquierda a derecha los escudos eran: el de la República de Bolivia (segundo escudo histórico), el del Estado Sud-Peruano y el del Estado Nor-Peruano (el mismo de la anterior República del Perú).

La bandera de la Confederación será de color punzó por ser común a las tres repúblicas. En su centro se verán las armas de la Confederación, que son las de las tres repúblicas entrelazadas por un laurel; el diseño lo dará el Protector
Ley Fundamental de la Confederación Perú-Boliviana, artículo 37

#### Bandera del Estado Sud-Peruano

Bandera del Estado Sud-Peruano

La bandera del Estado Sud-Peruano se componía de un campo vertical de color rojo a la izquierda y dos horizontales a la derecha de colores verde (arriba) y blanco (debajo). En la banda roja, se superponían un sol y cuatro estrellas circundantes en la parte superior en representación de los cuatro departamentos iniciales. Se presume que durante la época de vida del Estado Sud-Peruano se agregó la quinta estrella sobre el sol, en el emblema, en representación del Departamento de Litoral, situación que es evidente en las monedas acuñadas por el mismo Estado. Los colores de la bandera representan la unión de los colores comunes del Perú y Bolivia, ya que Sud-Perú representaba la unión e integración de ambos países.

### Modificaciones de 1950
El 31 de marzo de 1950, el presidente Manuel Odría modificó el uso de la bandera a su actual forma, es decir, haciendo del pabellón para la marina mercante (modelo simple, sin el escudo) la bandera nacional, y reservando la bandera con un escudo diferente al centro para las instituciones oficiales del Estado. El cambio se debió a que el modelo simple se usaba de facto al ser de más rápida confección.
Además, oficializó un nuevo estandarte similar al anterior, que portaría el escudo nacional acompañado con banderas y estandartes en vez de ramas de palma y olivo. Ese fue desde entonces el estandarte oficial de las Fuerzas Armadas.

## Variantes

### Pabellón Nacional

Pabellón Nacional.

En 1950, con la modificación de Manuel Odría, se dispuso que el Pabellón Nacional llevaría el escudo con su timbre y dos ramas entrelazadas en la parte inferior, una de palma a la derecha y otra de laurel a la izquierda, abrazando el escudo, y se estableció dicha enseña de uso exclusivo del Estado.

### Bandera de guerra

Bandera de Guerra.

La bandera de guerra es el emblema nacional de modelo único que se entrega a las Fuerzas Armadas Militares y Policiales para ceremonias, paradas, desfiles y para distinguirlas cuando están activas. Está compuesta por la bandera nacional con el Escudo Nacional en el centro. El escudo está enmarcado por estandartes. En cada unidad porta como estandarte esta bandera con el nombre de su unidad en letras doradas en forma de arco debajo del escudo.

### Bandera de proa

Bandera de proa

El Perú usa también una bandera de proa propia en sus buques: consiste en un paño cuadrangular de borde encarnado con el Escudo de armas en el centro. En el mástil de los buques de la escuadra peruana y sobre esta bandera de proa, se suele colocar la insignia del oficial de más alto rango que se encuentra a bordo o la del Presidente de la República, si este fuera el caso.

### Estandarte Nacional
El Estandarte Nacional es la versión portátil del Pabellón Nacional, para ser usado sin ondear en el interior de edificios. Tiene un formato más pequeño (1,40 × 0,93 m) y en ocasiones con el escudo ladeado 45° de forma que sea visible en reposo sobre el asta y con una banda o cordón inferior que impide que ondee.

## «Marcha de banderas»
La «Marcha de banderas» es una creación musical entonada al momento de izar la bandera, compuesta y propuesta por el maestro José Sabas Libornio Ibarra en 1895, durante el gobierno constitucional de Nicolás de Piérola.

## Día de la Bandera

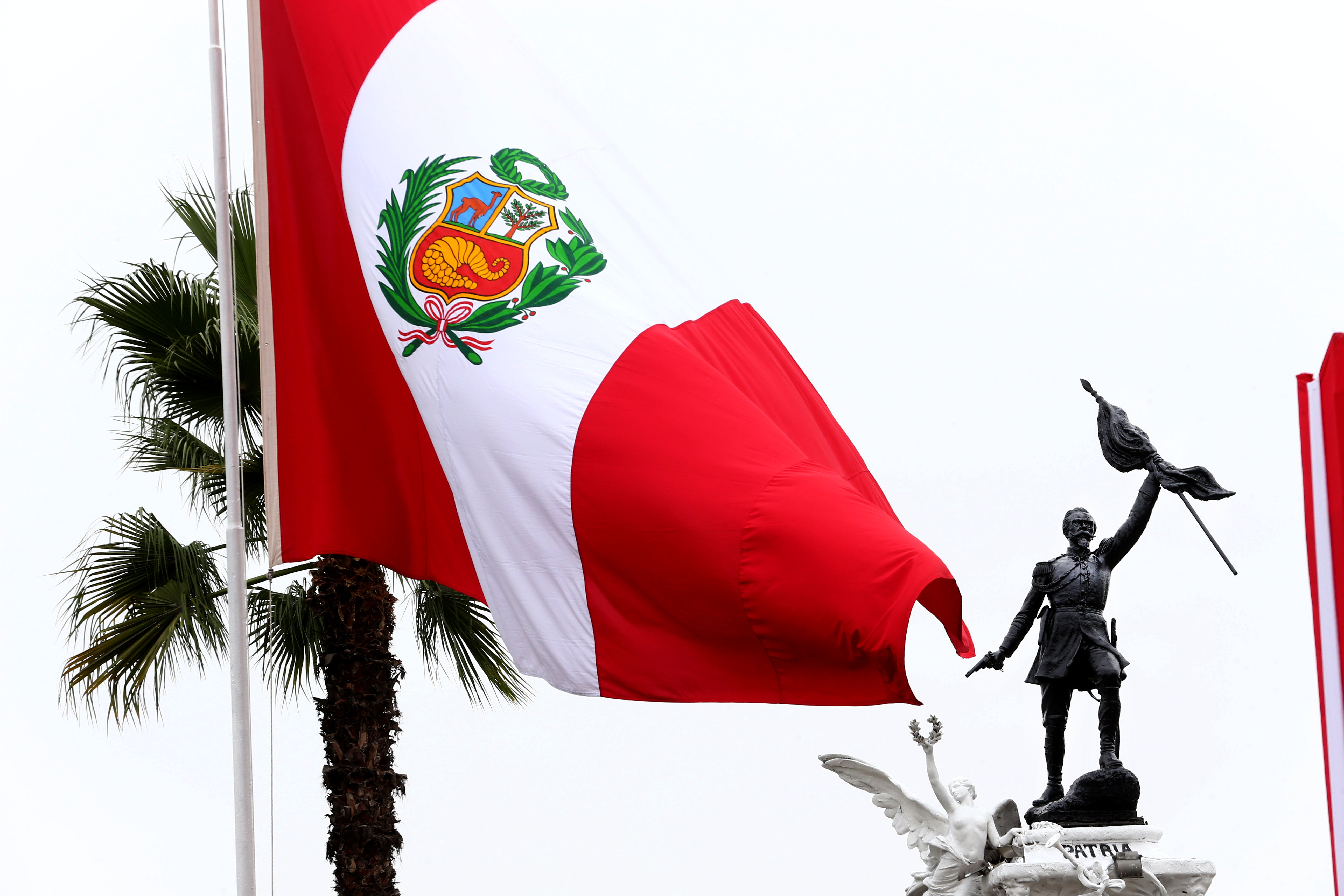
Una vista del Monumento a Francisco Bolognesi en la plaza de su nombre, en Lima, donde cada 7 de junio se celebra el Día de la Bandera.

El 7 de junio de cada año se conmemora en el Perú el Día de la Bandera, que es el día en que se celebra el aniversario de la batalla de Arica, donde murieron heroicamente el coronel Francisco Bolognesi y sus subordinados combatiendo a fuerzas superiores, en el contexto de la guerra del Pacífico.
Este homenaje fue establecido por Decreto Supremo del 30 de abril de 1924, durante el Oncenio de Augusto B. Leguía; aunque ya antes, por Decreto Supremo de 8 de noviembre de 1905 se había decretado el juramento de fidelidad a la bandera nacional que debían hacer los conscriptos en forma pública y solemne.
Aunque no es considerado día feriado, las organismos estatales, así como colegios públicos y privados, realizan ese día las ceremonias correspondientes; en Lima la ceremonia principal se realiza ante el monumento al héroe Francisco Bolognesi en la plaza de su nombre, con la presencia de altas autoridades del gobierno y del ejército. En la misma se realiza el juramento de fidelidad a la bandera.